# Les Bas-fonds de Mesa
Les Bas-fonds de Mesa (titre original : Cauldron of Ghosts) est un roman de science-fiction des écrivains David Weber et Eric Flint paru en 2014 aux États-Unis puis en France en 2016 en deux tomes,. Il s'agit d'un roman secondaire de la série Honor Harrington, troisième d'une sous-série nommée La Couronne des esclaves.